# Festuca hubsugulica
Festuca hubsugulica är en gräsart som beskrevs av Krivot. Festuca hubsugulica ingår i släktet svinglar, och familjen gräs. Inga underarter finns listade i Catalogue of Life.